# Ismihan Kaya szultána
Kaya vagy Ismihan Kaya oszmán szultána, IV. Murád oszmán szultán és Ayşe Haseki szultána egyetlen lánya.
1633-ban született Murád harmadik lányaként, de ő lett a leghíresebb. Apja halála és anyja száműzése után nagybátyja Ibrahim oszmán szultán háremében nőtt fel. 1644-ben házasságot kötött Melek pasával, de sokéig nem született gyermekük. Kaya csak 1659-ben szült gyermeket férjének, a kislány az Afife Hanim szultána nevet kapta. Kaya gyermeke születése után életét veszítette, így 1662-ben férje elvette Kaya nagynénjét, Köszem szultána és I. Ahmed oszmán szultán második lányát Fatma szultánát ( I.Ahmed lánya) . Afifet valószínűleg Fatma szultána gondjaira bízták, miután Melek pasa is meghalt 1662-ben.